# 莱茜·桑托斯
莱茜·玛丽亚·桑托斯·埃雷拉（西班牙語：Leicy María Santos Herrera；1996年5月16日—），哥伦比亚女子职业足球运动员，司职中场，目前效力于华盛顿精神足球俱乐部和哥伦比亚国家女子足球队。她曾代表哥伦比亚参加2024年夏季奥林匹克运动会女子足球比赛。